# Venice Music Awards
Il Venice Music Awards è stato un galà musicale che premiava gli artisti italiani che maggiormente si sono distinti in Italia e nel mondo nel corso dell'anno. Questa cerimonia, uno degli eventi più prestigiosi dell'estate lagunare, andava in scena nella cornice del Palazzo del Cinema 'PalaGalileo' al lido di Venezia e si è concluso con la quinta edizione, trasmessa come negli anni precedenti in prima serata su Rai 2. L'evento vantava come main sponsor il Casinò di Venezia.

## Venice Music Awards 2006
La prima edizione, condotta da Max Tortora e Natasha Stefanenko, è stata seguita in tv da oltre 3.000.000 di spettatori con picchi dello share del 13%. È l'unica edizione, finora, ad essere andata in onda in diretta. Tra le curiosità, si segnala il fatto che la coppia Britti-Bennato registrò il contributo prima dello spettacolo, senza esibirsi nella serata televisiva. Il 21 luglio 2006, a Venezia c'era un caldo afoso quasi insopportabile che rese difficile la sessione di prove pomeridiana al PalaGalileo.
Vincitori categorie "Venice Music Awards 2006"
- Sezione big: Mango, Gigi D'Alessio, Edoardo Bennato, Alex Britti, Max Pezzali, Michele Zarrillo.
- Sezione Classici: Mariella Nava, Massimo Ranieri, Matia Bazar, Gino Paoli, Riccardo Fogli.
- Sezione "New Big generation": Dolcenera, Anna Tatangelo, Finley, Pago, Simone Cristicchi.

## Venice Music Awards 2007
La seconda edizione del "Venice Music Awards" è andata in onda su Rai 2 il 30 giugno 2008 dalla prestigiosa cornice del Palazzo del Cinema di Venezia. L'evento è stato presentato da Francesco Facchinetti e Gaia De Laurentiis. Interventi comici affidati a Emanuela Aureli. I premi sono stati assegnati da una giuria di esperti composta dai maestri Beppe Vessicchio, Adriano Pennino, Fio Zanotti e dal direttore artistico, il discografico Elio Cipri. Il galà è stato seguito da 1.575.000 telespettatori con uno share oltre il 10%.
Vincitori categorie "Venice Music Awards 2007"
- Miglior cantante donna: Irene Grandi
- Miglior Voce: Mario Biondi
- Miglior Album: Max Pezzali
- Rivelazione dell'anno: Zero Assoluto
- Cinema e Musica: Beppe Fiorello, regista del video del brano “Il mutevole abitante del mio solito involucro” di Silvia Salemi.
- Originalità del progetto discografico: Umberto Tozzi e Marco Masini (nota: sebbene annunciato, Tozzi non sarà presente, lasciando la partecipazione al solo Masini)
- Miglior Video: “La mia isola” di Luca Carboni
- Miglior band: Stadio
- Miglior Artista: Tiromancino
- Progetto discografico di qualità: Avion Travel
- Premio RTL 102.5: Paolo Meneguzzi
- Premio Sorrisi e Canzoni: Simone Cristicchi
- Premio alla carriera: Al Bano e Amedeo Minghi
- Premio alla carriera per la valorizzazione della musica italiana nel mondo: Ennio Morricone
- Giovani proposte: L'Aura, Senhit

## Venice Music Awards 2008
Nel 2008 l'evento è stato condotto da Amadeus e Manuela Arcuri con la partecipazione di Gabriella Germani, esibitasi nelle sue imitazioni di Monica Bellucci e Simona Ventura; il galà è andato in onda su Rai 2 il 21 luglio alle 21.00.
I vincitori delle varie categorie sono stati selezionati da una giuria presieduta, come negli anni precedenti, da Elio Cipri che è tra l'altro anche il direttore artistico del premio; ed è composta da alcuni fra i più importanti direttori d'orchestra e produttori musicali della musica leggera: il Maestro Renato Serio, il Maestro Fio Zanotti, il Maestro Bruno Santori ed il Maestro Adriano Pennino, a dimostrare il gran prestigio del premio. Ospite internazionale di questa edizione è stata Lola Ponce, vincitrice del Festival di Sanremo 2008 in coppia con Giò di Tonno. L'evento è stato seguito su Rai 2 da 2.170.000 spettatori,con uno share dell'11%.
Vincitori categorie "Venice Music Award 2008"
- Miglior Cantautore: Ron
- Miglior album: Jovanotti
- Personaggio maschile dell'anno: Franco Califano
- Personaggio femminile dell'anno: Loredana Bertè
- Miglior gruppo internazionale: Finley
- Alla carriera: Peppino Di Capri
- Miglior artista maschile: Gianluca Grignani
- Rivelazione Sanremo: Fabrizio Moro
- Miglior evento speciale: I Nomadi
- Originalità del progetto discografico: Mario Venuti
- Per i successi nei paesi latino-americani: Paola & Chiara
- Premio Qualità: Eugenio Bennato

Sono stati inoltre consegnati i seguenti premi speciali:
- "TV sorrisi e canzoni": Tricarico
- "Berloni": Aram Quartet
- "Casinò di Venezia": Lola Ponce
- "RTL 102.5": Gianluca Grignani
- "The Voice": Giusy Ferreri

Premi Speciali "Assomela"
- Mela d'argento a: Matia Bazar, Syria, Fabrizio Moro, Paola & Chiara
- Mela d'oro a: Peppino Di Capri, Max Pezzali, Cesare Cremonini, Ligabue

## Venice Music Awards 2009
Nel 2009 l'evento è stato trasmesso su Rai 2 il giorno 25 luglio 2009 ed è stato condotto da Amadeus, confermato per il secondo anno consecutivo, e Laura Barriales. Con loro c'era Fiammetta Cicogna, famosa per lo spot Tim, insieme a tutta la T-Band che curava i collegamenti dal backstage. Ancora una volta l'organizzazione è stata curata dal discografico Elio Cipri. Ospite internazionale di questa edizione è stata la cantante norvegese Lean con un brano legato ai problemi della tutela dell'ambiente, supportato da Greenpeace. La premiazione, in differita su Rai 2, è stata vista da 1.853.000 telespettatori, con uno share pari al 13,82%.
Vincitori categorie "Venice Music Award 2009"
- Miglior cantautore: Marco Masini
- Miglior rivelazione sanremese: Arisa
- Miglior album: Cesare Cremonini
- Premio siae: Al Bano
- Artista maschile dell'anno: Marco Carta
- Artista femminile dell'anno: Dolcenera
- Premio RTL 102.5: Dolcenera
- Premio Casinò di Venezia: Toto Cutugno
- Premio Regione Veneto: Donatella Rettore
- Premio alla carriera: Lelio Luttazzi, Max Pezzali
- Originalità del progetto discografico: Audio 2 per "Mogol Audio 2"
- Premio impegno sociale: Michele Zarrillo
- Premio internazionale: Lin Sofie Andersen
- Premio Provincia di Venezia: Alice

## Venice Music Awards 2010
La quinta edizione è andata in onda il 24 luglio 2010 su Rai 2. La serata è stata registrata il 20 luglio sempre al PalaGalileo del Lido di Venezia. La conduzione è affidata, ancora una volta, ad Amadeus e Laura Barriales, forti del successo di Mezzogiorno in famiglia, condotto nella stagione televisiva appena passata. Con loro anche Savino Zaba e Giovanna Civitillo che hanno curato i collegamenti dal backstage.
La serata è stata vista da 1.296.000 spettatori, con uno share dell'8,89%. Si tratta del minor risultato in termini di ascolti dall'inizio della kermesse.
L'autore è Marco Luci, la direzione artistica è di Elio Cipri, la scenografia di Mario Carlo Garrambone, la regia di Claudia Mencarelli.
Durante la conferenza stampa del 19 luglio, il direttore artistico Elio Cipri annuncia che, causa un impegno per la nuova edizione di X Factor, Enrico Ruggeri non avrebbe potuto partecipare. Anche Francesco Renga, prima annunciato, non ha partecipato.
Questa è stata l'ultima edizione della manifestazione. L'anno successivo, complici le difficoltà economiche, lo scarso interesse degli sponsor ed i lavori di ristrutturazione dell'area del Casinò, l'edizione saltò. Poi non si verificarono più le condizioni per un recupero ed il progetto fu abbandonato definitivamente.
Vincitori dei Venice Music Awards 2010
- Ambasciatore della musica italiana nel mondo: Renzo Arbore
- Premio per l'impegno sociale 2010: Roberto Vecchioni
- Premio per le copie vendute: Giusy Ferreri
- Premio rivelazione Sanremo 2010: Valerio Scanu,
- Premio Regione Veneto 2010: Alexia,
- Premio The Voice: Loredana Errore,
- Miglior voce maschile 2010: Marco Carta,
- Miglior cantautore 2010: Max Gazzè,
- Miglior progetto discografico: Paola Turci,
- Premio alla carriera: Edoardo Vianello (assieme agli Avim-B),
- Premio Radio Rtl 102.5: Modà,
- Miglior voce femminile 2010: Emma,
- Premio artista esordiente: Gianluca Capozzi.